# Eleição para governador do Alabama em 1982
A eleição para governador do estado americano do Alabama em 1982 foi realizada em 2 de novembro de 1982 e elegeu o governador do Alabama. As primárias foram realizadas entre junho e setembro de 1982. Na eleição geral, George Wallace derrotou o prefeito republicano Emory M. Folmar.

## Candidatos

### Partido Democrata
Os candidatos democratas foram George Wallace, o vice-governador George McMillan, o presidente da Câmara dos Representantes do estado Joe McCorquodale, Jr., o ex-governador James E. Folsom, Sr. e Reuben McKinley. Wallace derrotou McMillan no segundo turno.
|  | Democrata | George Wallace        | 425.469 | 42,53% |
|  | Democrata | George McMillan       | 296.271 | 29,62% |
|  | Democrata | Joe McCorquodale, Jr. | 250.614 | 25,05% |
|  | Democrata | James E. Folsom, Sr.  | 17.333  | 1,73%  |
|  | Democrata | Reuben McKinley       | 10.617  | 1,06%  |

Segundo turno
|  | Democrata | George Wallace  | 512.203 | 51,19% |
|  | Democrata | George McMillan | 488.444 | 48,81% |

### Primária republicana
Na primária republicana, o prefeito de Montgomery Emory M. Folmar não teve oposição e venceu a primária com 100% dos votos.
|  | Republicano | Emory M. Folmar | 0 | 100% |

## Resultados
|  | Democrata            | George Wallace   | 650.538 | 57,64% |
|  | Republicano          | Emory M. Folmar  | 440.815 | 39,06% |
|  | Alabama Conservative | Leo Suiter       | 17.936  | 1,59%  |
|  | Libertário           | Henry Klingler   | 7.671   | 0,68%  |
|  | Alabama Democratic   | John Jackson     | 4.693   | 0,42%  |
|  | Prohibition          | John Dyer        | 4.364   | 0,39%  |
|  | Socialist Workers    | Martin J. Boyers | 2.578   | 0,23%  |